# José Jerónimo Triana
José Jerónimo Triana Silva (Bogotá, 22 de mayo de 1828-París, Francia, 31 de octubre de 1890) fue un médico, científico, botánico, diplomático, farmacéutico, educador y explorador colombiano, miembro del Partido Liberal Colombiano.
En su carrera, Triana catalogó más de 60.000 ejemplares de 8.000 especies. En 1851 se incorporó a la Comisión Corográfica como jefe del departamento de botánica, cargo que ocupó hasta 1857. Durante este tiempo creó un herbario de más de 2.200 plantas herbáceas. En su honor la flor nacional de Colombia fue bautizada como Cattleya Trianae, o flor de mayo.
Como médico, desarrolló una línea de productos farmacéuticos comercializados en Francia, entre ellos vendajes para callos, pasta dental en polvo y jarabe para la tos. Al igual que su padre, Triana escribió varios libros escolares para aprender a leer y escribir que se usaron en las escuelas de Colombia, e implantó en Colombia el método Pestalozzi.

## Biografía
Nace en Bogotá el 22 de mayo de 1828 en el seno de una familia tradicional que, pese a los limitados recursos económicos, ocupó un lugar destacado en la vida nacional. Fueron sus padres doña Josefa Paula Silva y don José María Triana, notable educador, autor de numerosos textos escolares y conocido especialmente por la introducción a Colombia de los métodos pedagógicos de Pestalozzi y por su propio estímulo a la personalidad creativa e ingeniosa de su hijo hacia las diversas disciplinas académicas. Estudió en el colegio del Espíritu Santo guiado por su rector y amigo, don Lorenzo María Lleras, siendo posteriormente director adjunto y profesor de botánica.
En 1851 se incorporó a la Comisión Corográfica como jefe de botánica, labor en la que se desempeñó hasta 1857 y que le permitió recopilar un extenso herbario de 2200 plantas.
En 1857, luego de casarse con Mercedes Umaña Bustamante, Triana viajó a Francia donde se puso en contacto con distinguidos botánicos europeos, entre ellos Jules Émile Planchon y Jean Jules Linden, quienes le ayudaron a completar su obra sobre especies útiles de la Nueva Granada tras superar numerosas dificultades con el gobierno granadino y la carencia de apoyo económico por parte de este.
Desde 1874, y hasta su muerte, ocurrida el 31 de octubre de 1890, se desempeñó como cónsul general de Colombia en París. Aparte de ello participó en numerosas sociedades y congresos científicos, entre los que destacan su pertenencia a la Legión de Honor, a la sociedad nacional de agricultura de Francia y su participación en varios congresos de horticultura, en Londres, Ámsterdam y Florencia. Fue de particular valor su trabajo en las exposiciones universales de París de 1867, 1878 y 1889. En las exposiciones de 1867 y 1878, Triana obtuvo premios gracias a la exposición de su herbario. En la de 1889 Triana asumió el trabajo de organizar el pabellón colombiano, a pesar de la falta de apoyo del gobierno colombiano, y tras ingentes esfuerzos, esta se llevó a cabo en el pabellón de Uruguay con objetos que Triana logró reunir en su mayoría de personas particulares.
Triana se desempeñó profesionalmente como médico, a la vez que desarrolló una línea de productos farmacéuticos que comercializó en Francia, entre los que se cuentan: banditas para tratar los callos, un polvo dentífrico y un jarabe para la tos, el conocido «jarabe Triana». Al igual que su padre, Triana escribió varios cuadernos enseñanza para aprender a escribir y leer, que fueron usados en las escuelas en Colombia.
La muerte de Triana (a la que se sumó la de su hija Liboria tan solo unos días más tarde) causó honda pena en el corazón de su esposa, quien decidió regresar a Bogotá, ciudad en la que falleció en el año de 1895.

## Familia
José Jerónimo Triana Silva era miembro de la emergente aristocracia colombiana, siendo hijo de José María Triana Algarra y de Josefa Paula Silva Zapata, y el único hijo varón mayor entre cinco hijos; sus hermanos eran Liboria, Clotilde, Tadea y Januario Triana Silva.

El expresidente Alberto Lleras, uno de sus sobrino nietos

Sus dos hermanas Liboria y Clotilde estuvieron casadas con el educador Lorenzo María Lleras. Con Liboria, Lorenzo tuvo a Ricardo y Susana Lleras, pero Lleras quedó viudo prematuramente de ella. Luego en segundas nupcias se unió a su cuñada Clotilde, con quien tuvo a Martín, Luis María, José Manuel, Matilde, Helena, Gustavo, Enrique, Elisa, Guillermo, José Vicente, Liboria, Lorenzo, Roberto Vicente, Santiago, Felipe, Federico, Nicolás, Luis y Elena Lleras Triana; siendo patriarca de la poderosa familia Lleras.

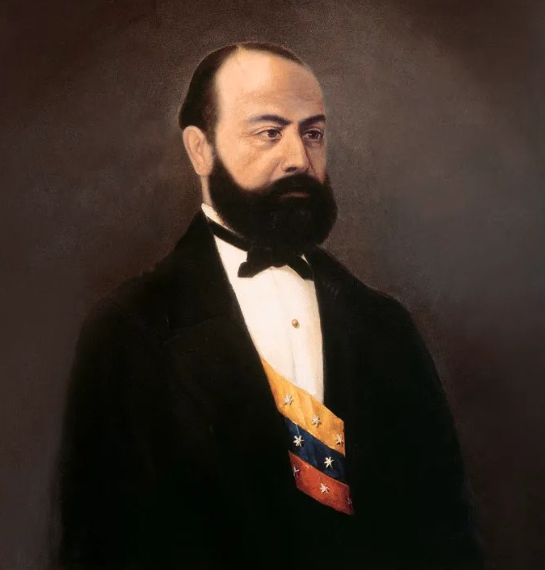
Su cuñado, el expresidente Santiago Pérez Manosalva.

Los más destacados de la numerosa prole de su hermana Clotilde fueron Felipe y Federico Lleras Triana. De Felipe fueron hijos los políticos y periodistas Felipe y Alberto Lleras Camargo (presidente de Colombia entre 1958 y 1962); y de Federico, el científico Federico Lleras Acosta, de quien era hijo Carlos Lleras Restrepo (presidente de Colombia entre 1966 y 1970).
Su hermana Tadea se casó con el político y expresidente de Colombia, Santiago Pérez Manosalva, hermano del escritor Felipe, quien estaba casado con Susana Lleras, una de las sobrinas de José Jerónimo e hija mayor de Liboria y Lorenzo Lleras. De su cuñado Santiago y su hermana Tadea nació Amelia Pérez, quien se casó con el político Clímaco Calderón Reyes, presidente designado de Colombia en 1882, y pariente del expresidente Rafael Reyes Prieto.

### Matrimonio y descendencia
José Jerónimo se casó con Mercedes Umaña Bustamante, nieta del militar y prócer de la independencia José Ignacio Umaña Barragán. Con Mercedes tuvo a su hijo Elías Andrés Triana Umaña.

## Obra
- Nuevos géneros y especies de plantas para la flora neogranadina. 1855
- Flora colombiana. 1856
- Monografía de las gutíferas. 1856
- Prodomus Florae Novo-Granntensis. 1862-1867
- Las Melastomáceas. 1865
- La Quinología de Mutis. 1872

## Expediciones
- 1851: Provincias del Norte (Norte de Cundinamarca, Boyacá, Santander, Norte de Santander y Sur del Cesar). En Ocaña colectó en compañía de Schlim. Triana tuvo la mala fortuna de perder parte de los materiales, fruto de esta excursión, al ser asaltado el correo que transportaba los ejemplares hacia Bogotá. En la segunda mitad del año reinició colecciones, esta vez en compañía del polaco Warscewicz, con quien recorrió el suroeste de Cundinamarca, Tolima, Quindio y Valle, llegando hasta Buenaventura.
- 1852: sudoeste de Cundinamarca, llanuras del Tolima, montañas del Quindío, Risaralda, Caldas, sur de Antioquia. El regreso a Bogotá se hizo por Guaduas.
- 1853: sur de Cundinamarca, llanos del Tolima, Andes del Quindío, noroeste del Valle, Andes del Chocó, costa del Pacífico desde la desembocadura del río San Juan hasta Tumaco, Andes de Nariño, altiplanicie de Túquerres y Pasto, ascenso a los volcanes Cumbal y Azufral, Cauca, Valle, regreso por el paso del Quindío, Tolima y suroccidente de Cundinamarca.
- 1854: en compañía de Karsten alrededores de Bogotá, suroccidente de Cundinamarca, llanuras del Tolima y paso del Quindio hasta Cartago. Durante el segundo semestre recorrió las vertientes del suroccidente de Cundinamarca y el Alto Valle del Río Magdalena.
- 1855: alrededores de Bogotá y vertientes oriental y occidental de la Cordillera Oriental en territorio de Cundinamarca y Meta.
- 1856: llanos de San Martín en el Meta y zonas aledañas de Cundinamarca.

## Eponimia
Género
- (Solanaceae) Trianaea Planch. & Linden

Especies
- (Cunoniaceae) Weinmannia trianaea Wedd.